# Neodiphthera strigata
Neodiphthera strigata is een vlinder uit de familie nachtpauwogen (Saturniidae), onderfamilie Saturniinae.
De wetenschappelijke naam van de soort is voor het eerst geldig gepubliceerd door Bethune-Baker in 1908.